# Макуоттерс, Дон
Дональд Джеймс (Дон) Макуоттерс (англ. Donald James (Don) McWatters, 23 января 1941, Мэриборо, Австралия) — австралийский хоккеист (хоккей на траве), защитник. Серебряный призёр летних Олимпийских игр 1968 года, бронзовый призёр летних Олимпийских игр 1964 года.

## Биография
Дон Макуоттерс родился 23 января 1941 года в австралийском городе Мэриборо (штат Квинсленд). Играл за команду Квинслендского университета с братьями Макбрайдами и Луисом Хейли.
В 1964 году вошёл в состав сборной Австралии по хоккею на траве на Олимпийских играх в Токио и завоевал бронзовую медаль. Играл на позиции защитника, провёл 8 матчей, забил 7 мячей (четыре в ворота сборной Великобритании, по одному — Южной Родезии, Японии и Испании).
В 1968 году вошёл в состав сборной Австралии по хоккею на траве на Олимпийских играх в Мехико и завоевал серебряную медаль. В матчах не участвовал из-за травмы.
Работал в департаменте образования Квинсленда. В 80-х годах возглавлял сборную страны, готовил команду к Олимпиаде в Москве, но австралийцы не приняли участие в Играх из-за бойкота.